# Corona de hierro

Representación heráldica de la Corona de hierro.

La corona de hierro o corona férrea, también corona de hierro de Lombardía (en italiano: Corona Ferrea di Lombardia; en latín: Corona Ferrea Langobardiae) es tanto un relicario como una de las más antiguas enseñas reales de la cristiandad. Fue realizada en la Alta Edad Media. Según la tradición, la corona era utilizada primero por los reyes lombardos y luego por los de Italia, aunque en realidad los reyes lombardos no iban coronados (el símbolo real era la lanza) y el primer monarca del que se sabe con certeza que fue coronado con la corona de hierro fue Enrique VII en 1312. Durante mucho tiempo, los emperadores del Sacro Imperio Romano Germánico recibieron esta coronación debido a que la titulación de reyes de Italia estaba ligada a la dignidad imperial.
En el interior de la corona, hay una lámina circular de metal: la tradición cuenta que esta fue forjada con el hierro de uno de los clavos que se usaron en la crucifixión de Cristo. Por este motivo, la corona es también venerada como reliquia y se encuentra custodiada en una capilla de la catedral de Monza (Italia), llamada capilla de Teodolinda.

## Descripción
Está realizada con una aleación de oro (80%) y plata. El círculo exterior de la corona está formado por seis placas de oro batido, en parte esmaltadas, unidas por bisagras verticales. Tiene un diámetro de 15 cm y una altura de 5,5 cm. Está adornada con 22 piedras preciosas: siete granates, cuatro cristales de roca, cuatro pastas de cristal vítreo color verde y siete zafiros, que sobresalen en relieve, en forma de cruces y flores, veintiséis rosas de oro. Tiene 24 joyas de otros tipos. 
La corona es demasiado pequeña para ceñirse a la cabeza de un hombre. Su pequeño tamaño y el estar construida con bisagras han sugerido a algunos estudiosos que antiguamente fue un gran brazalete o quizás una corona votiva. Según otras opiniones, el pequeño tamaño se debe a un reajuste después de la pérdida de dos segmentos, tal como se describe en documentos históricos.
Según la reconstrucción de Valeriana Maspero, en origen las placas de oro tenían solamente una gema central, como se ve en algunas monedas que representan a Constantino con su yelmo en la cabeza. Dos coronas encontradas en el siglo XVIII en Kazán (Rusia), son completamente similares; probablemente la Corona de hierro fue obra de orfebres orientales.
Las láminas de color con las otras piedras fueron añadidas probablemente por Teodorico, el cual hizo colocar la diadema sobre otro yelmo, en sustitución del otro retenido por los bizantinos. Carlomagno hizo después sustituir alguna de las láminas que se habían estropeado. El examen de Carbono 14 a través de dos trozos de estuco han datado los mismos en torno al año 500 y los otros hacia el año 800. El aspecto de la corona posterior a la restauración encargada por Carlomagno se encuentra testimoniada por los documentos de la coronación de Federico I Barbarroja; esta no fue nunca más colocada sobre un yelmo. Esta tenía las dimensiones adecuadas para ser llevada sobre la cabeza.
Las dos placas que faltan fueron probablemente robadas mientras la corona se encontraba en poder de los Humillados, que la conservaron en el convento de Santa Ágata (en la actual Piazza Carrobiolo de Monza). Los documentos posteriores a 1300 la describen como pequeña. En 1345 fue encargada para una segunda restauración por parte del orfebre Antellotto Bracciforte, el cual le dio su aspecto actual.

## Leyenda

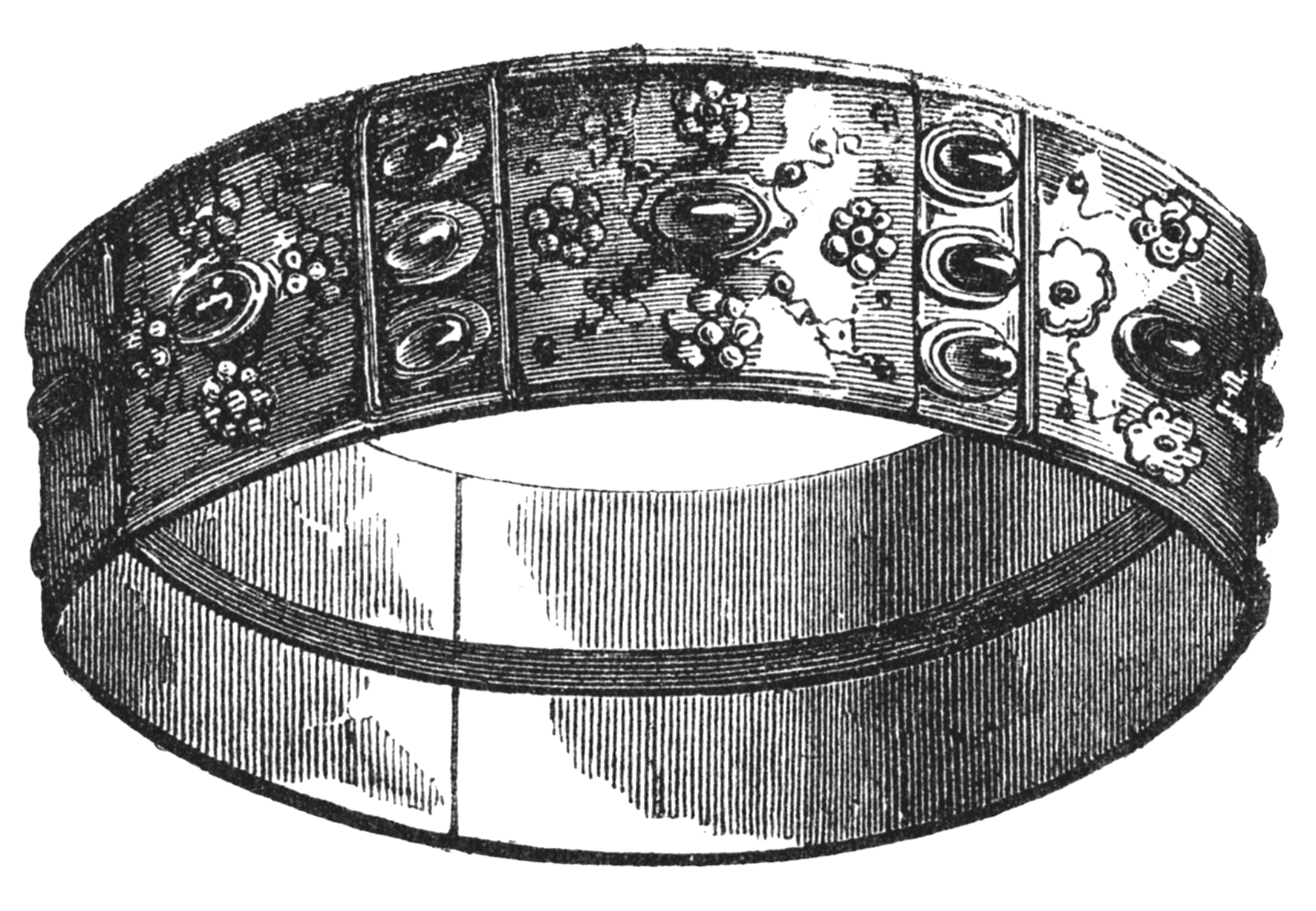
La Corona de hierro.

Se le llama de «hierro» porque los católicos creen que la lámina interior, de un centímetro de ancho, se realizó fundiendo un clavo usado en la crucifixión de Jesús. 
Según la tradición, hacia el año 324, Elena, madre del emperador Constantino I, hizo excavar el área del Gólgota en busca de los instrumentos de la Pasión de Cristo. En aquellas excavaciones se encontró aquella, que fue identificada como la Vera Cruz que aún tenía clavados los clavos. Elena dejó la cruz en Jerusalén, llevándose en cambio los clavos consigo. De vuelta en Roma, con uno de estos creó un bocado de caballo e hizo colocar otro sobre el yelmo de Constantino con el fin de que el emperador y su caballo fuesen protegidos en las batallas.
Dos siglos después, el papa Gregorio Magno habría donado los clavos a Teodolinda, princesa de los longobardos, como un regalo diplomático, aunque no mencionó esto en las donaciones suyas, que sí están documentadas. Teodolinda donó la corona a la iglesia de Monza en 628. Sería ella quien hizo fabricar la corona e insertar el clavo forjado en la misma en forma de lámina circular.
La identificación de la lámina metálica inserta en la corona con el clavo de la Pasión de Cristo parece provenir del siglo XVI. San Carlos Borromeo, que relanzó la veneración del sacro bocado en la catedral de Milán, visitó más veces la Corona de hierro y rezó ante ella. En 1602 Bartolomeo Zucchi afirmaba con certeza que la corona era la diadema de Constantino y que en ella se encontraba el sacro clavo. Un siglo más tarde, Ludovico Antonio Muratori expresaba lo contrario, afirmando que la lámina, en comparación con un clavo romano de crucifixión, era demasiado pequeña.
Mientras tanto, también las autoridades eclesiásticas examinaron el problema: el papa Clemente XI decretó finalmente en 1717 que, no obstante la falta de certeza sobre la efectiva presencia del clavo en la corona, se autorizaba la veneración como reliquia sobre la base de la tradición ya secular en este sentido.
Lipinsky, en su examen de la Corona de hierro en 1985, señaló que el anillo interior no atrae un imán. El análisis del anillo interior efectuado en 1993 puso de manifiesto que está realizado en plata. Según Valeriana Maspero, esta fue insertada por Branciforte en 1345 para soldar la corona que había sido dañada tras el robo de dos de las placas.
Maspero, en cambio, sostiene que la corona sí es, en realidad, la diadema de Constantino y que con el sacro clavo hubiesen sido forjados dos pequeños arcos que eran usados para enganchar la diadema al yelmo. Cuando los bizantinos desengancharon la diadema para dársela a Teodorico, estos retuvieron también los pequeños arcos. El yelmo permaneció expuesto en la iglesia de Santa Sofía de Constantinopla sobre el altar hasta el saqueo veneciano de 1204, para después perderse su pista.

## Historia
La historiadora Valeriana Maspero sostiene que la corona fue la diadema montada sobre el yelmo de Constantino. El yelmo y el bocado, junto a otras insignias imperiales, fueron llevados por Teodosio a Milán, donde residía, y fueron expuestos en su funeral, tal como lo describe Ambrosio de Milán en su oración fúnebre de obitu Teodosii. Luego, el bocado (sacro bocado) permaneció en Milán, donde actualmente se conserva, en la catedral; el yelmo con la diadema, después de la caída del Imperio Romano de Occidente, fue llevado a Constantinopla. El rey ostrogodo Teodorico el Grande, quien previamente había amenazado a la propia Constantinopla, la reclamó como parte de su derecho como rey de Italia. Los bizantinos le enviaron la diadema, reteniendo el yelmo (que estaba expuesto en la catedral de Santa Sofía) hasta que fue saqueado y perdido después del saqueo de Constantinopla en la Cuarta cruzada en 1204).[cita requerida] El rey Teodorico entonces adoptó la diadema gemmis insignitum, quas pretiosior ferro innexa(s)crucis redemptoris divinae gemma connecteretas (San Ambrosio: De obituu Theosdosii) como su corona. Esta es la Corona de hierro, pasada por los godos a los lombardos cuando invadieron Italia.
Se sabe con certeza que la corona se usó para la coronación de los reyes de Italia en el siglo XIV y presumiblemente desde el siglo XI al menos. Antiguas investigaciones datan la corona del siglo VIII o principios del IX Pero según un estudio reciente, la corona, en su estado actual, es el resultado de dos trabajos diferentes realizados en los siglos IV-V primero y IX después. Esto parece validar las leyendas sobre el origen de la corona, que la remontan a la era lombarda y la coronación de sus reyes.
En realidad la realeza lombarda ignoró, en cualquier caso, las ceremonias de coronación, ya que, como para otras poblaciones germánicas, el símbolo de la realeza era la lanza que recibía el soberano cuando era aclamado rey por el pueblo armado en el palacio real de Pavía.
Lord Twining cita una hipótesis de Reinhold N. Elze de que Gisela, la hija del emperador Ludovico Pío que se casó con el duque Everardo de Friuli, puede que poseyera originalmente la corona y la dejara a su hijo Berengario I de Italia a su muerte en 874. Berengario fue el único gran benefactor de la iglesia de Monza en aquella época, y también donó a la catedral de San Juan en Monza una cruz, hecha en el mismo estilo que la Corona de hierro, que aún se conserva en el tesoro de la iglesia. 
Twining señala asimismo que en las colecciones del Museo Imperial de San Petersburgo hay dos coronas medievales que se encontraron en Kazán en 1730 realizadas en el mismo estilo y del mismo tamaño que la Corona de hierro. Twining observa que, mientras que estas coronas y la Corona de hierro son demasiado pequeñas para lucirse alrededor de la cabeza humana de un adulto, sí que pueden llevarse en lo alto de la cabeza si se unieran a un velo, y esto se vería en los pequeños agujeros del borde de la Corona de hierro.: 421  Twining menciona igualmente una placa en relieve en la catedral que parece representar la coronación de Otón IV en Milán en 1209, tal como fue descrita por Morigias en 1345, y afirma que, si bien se muestran cuatro coronas votivas colgando sobre el altar, la corona que el arzobispo coloca sobre la cabeza del rey no se parece en nada a la Corona de hierro.: 424 
Finalmente, Twining cita un estudio efectuado por Ludovico Antonio Muratori que documenta los diversos grados de autoridades eclesiásticas autorizando y suprimiendo alternativamente la veneración de la Corona de hierro hasta que, en 1688, el asunto fue sometido a estudio por la Sagrada Congregación de Ritos en Roma, que en 1715 diplomáticamente concluyó su examen oficial permitiendo que la Corona de hierro fuera expuesta a la veneración pública y llevada en procesiones, pero dejando de lado, sin pronunciarse, el punto esencial de si el anillo de hierro venía o no de uno de los clavos de la crucifixión de Cristo. Sin embargo, posteriormente el arzobispo Visconti de Milán dio su propia decisión de que «el anillo de oro en la corona de Monza debería ser considerado como uno de los Clavos de la Santa Cruz y como una reliquia original». Twining señala que los clérigos de Monza afirman que a pesar de los siglos durante los cuales la Corona de hierro se ha expuesto a la veneración pública, no hay ni un poco de óxido en el esencial anillo de hierro. Esto es perfectamente lógico, dado que no es de hierro, sino de plata.

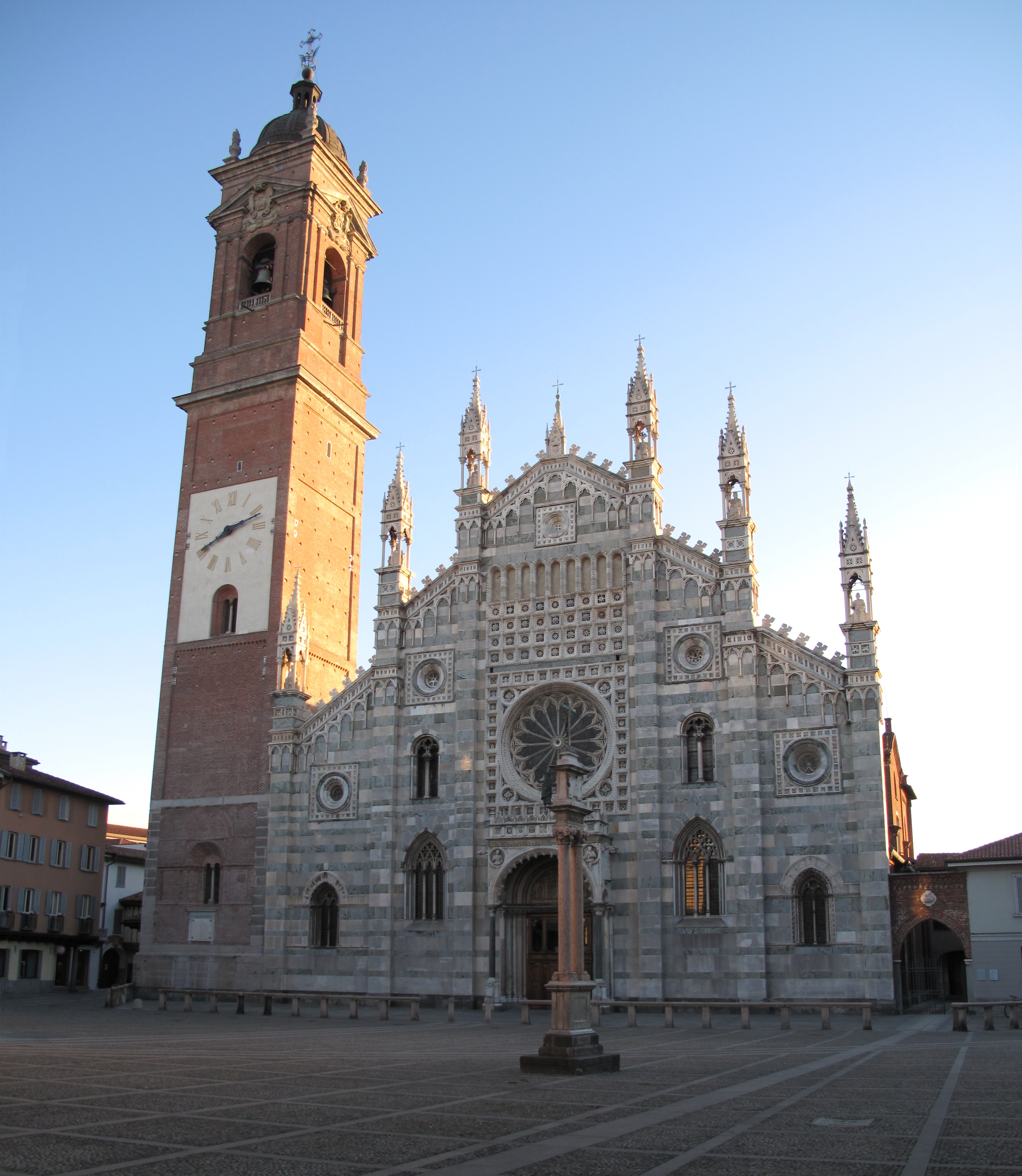
La catedral de Monza

El historiador de Monza Bartolomeo Zucchi escribió en torno al año 1600 que la corona había sido usada en 34 coronaciones desde el siglo IX hasta el XVII (empezando con Carlomagno). Los emperadores del Sacro Imperio Romano Germánico eran coronados en tres ocasiones: una como rey de Alemania en Aquisgrán, otra como rey de Italia y una tercera como emperador (esta última corona era impuesta por el papa). Esta atravesó, no obstante, algunas vicisitudes más: en 1248 fue dada en prenda a la orden de los Humillados como garantía de un importante préstamo contratado por el capítulo de la catedral para pagar una pesada imposición monetaria extraordinaria de guerra, y solamente fue recuperada en 1319. Sucesivamente fue transferida a Aviñón, entonces sede papal, donde permaneció entre 1324 y 1345: durante este período fue incluso robada, pero el ladrón fue capturado. El papa Inocencio VI promulgó en 1354 un edicto con el cual revindicaba el derecho de Monza a la imposición de la Corona de hierro en su catedral.
Desde el siglo X, los reyes germano-romanos habían viajado a Roma para ser coronados emperadores del Sacro Imperio. En el camino, según la tradición, se detenían en Lombardía para ser coronados con la Corona de hierro como reyes de Italia. El lugar tradicional de la coronación era Pavía, en la basílica de San Miguel el Mayor, la antigua capital lombarda. A partir de Conrado II en 1026, las coronaciones también se hacían en Milán. 
La Encyclopædia Britannica afirma que el primer registro en el que se puede confiar del uso de la Corona de hierro en la coronación de un rey de Italia es la coronación de Enrique VII en 1312. Coronaciones posteriores en las que se usó la corona fueron:[cita requerida]
- Carlos IV (1355, con la presencia de Petrarca)
- Segismundo (1431)[9]
- Carlos V (febrero de 1530) recibió la Corona de hierro simultáneamente con su coronación imperial en Bolonia.
- Francisco I recibió la Corona de hierro en 1792.
- Napoleón I (1805)
- Fernando I de Austria (1838).

El 26 de mayo de 1805 Napoleón Bonaparte se coronó a sí mismo como rey de Italia en Milán, con el esplendor y la magnificencia apropiada. Sentado en un trono, fue investido con las usuales insignias de la realeza por el cardenal-arzobispo de Milán y, ascendiendo al altar, cogió la Corona de hierro, la colocó en su cabeza y pronunció las siguientes palabras, formando parte de la ceremonia usada con la entronización de los reyes lombardos: «Dieu me la donne, gare à qui la touche» Dios me la ha dado y ¡ay! del que me la quite. En esa ocasión, Napoleón fundó la Orden de la Corona de hierro, el 15 de junio de 1805. 

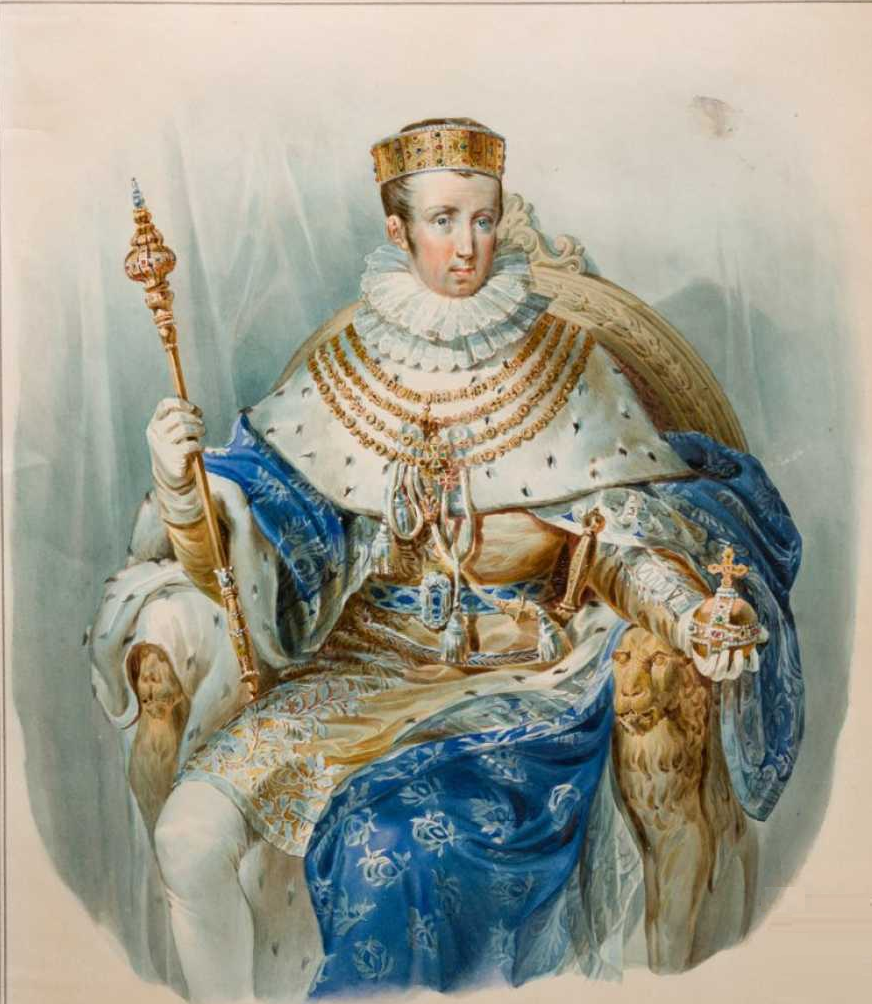
Fernando I, portando la «Corona de hierro».

Después de la caída de Napoleón y la anexión de Lombardía por Austria, la orden fue reinstituida por el emperador austriaco Francisco I el 1 de enero de 1816. El último en ser coronado con la Corona de hierro fue Fernando I, en su papel como rey de Lombardía y Venecia Esto ocurrió en Milán el 6 de septiembre de 1838. 
Durante las guerras de independencia italianas, cuando los austriacos tuvieron que retirarse de Lombardía en 1859, la Corona de hierro fue trasladada a Viena, donde permaneció hasta el año 1866, cuando fue devuelta a Italia después de la tercera guerra de la Independencia italiana, y retornó a Monza.
Los Saboya, sin embargo, no la utilizaron nunca para las coronaciones, sino que conservaron la corona del Reino de Cerdeña (incluso en el escudo regio). Además, esta se había convertido, en los años precedentes, en un símbolo de la dominación austríaca; más aún, el Reino de Italia había entrado en conflicto con el Papado por la conquista de Roma, por lo que utilizar una corona -que era venerada también como reliquia- parecía poco oportuno. El rey Humberto I quizás pensaba coronarse con la Corona de hierro cuando el clima político se volvió más favorable: en 1890 incluyó la Corona de hierro en el escudo regio y en 1896 donó a la catedral de Monza, ciudad en la cual le gustaba residir, la vitrina de cristal blindado donde todavía está custodiada. Su asesino interrumpió en 1900 sus proyectos, pero sobre su tumba en el Panteón de Roma descansa una copia de bronce de la Corona de hierro. Su hijo Víctor Manuel III no quiso ninguna ceremonia de coronación. Con la proclamación de República Italiana en 1946, la Corona de hierro dejó de ser un símbolo de poder para convertirse solamente en una reliquia y un recuerdo histórico.
El último viaje de la corona tuvo lugar durante la Segunda Guerra Mundial: temiendo que los nazis quisiesen apoderarse de ella, el cardenal Ildefonso Schuster la hizo trasladar al Vaticano, donde estuvo hasta 1946. Esta retornó a Monza llevada por dos canónigos de la catedral en el interior de una maleta.

## Análisis científicos
En 1993, la corona fue sometida a amplios análisis científicos por la Universidad de Milán mediante fluorescencia de rayos X (XRF) y datación por radiocarbono. El análisis XRF del metal de la corona reveló que todas las láminas, rosetas y engastes fueron realizadas con la misma aleación, con un 84–85% de oro, 5–7% de plata y 8–10% de cobre, lo que sugiere una construcción contemporánea de la mayor parte de la corona, mientras que los soldaduras externas a las placas de esmalte y los alfileres de las bisagras fueron hechas con un 90–91% de oro y 9–10% de plata, lo que indica una reelaboración posterior.
Tres de las 24 placas de esmalte vítreo son visualmente diferentes de las otras en color y construcción, y tradicionalmente se consideraron restauraciones posteriores. El análisis de XRF confirmó que se realizaron con una técnica diferente, con el vidrio a base de sal de potasio, mientras que las otras se hicieron con sal de sodio (el sodio no es detectable directamente con un análisis XRF).
La datación con radiocarbono de los fragmentos de cera de abejas, usada para unir las placas de esmalte con las hojas de oro de la corona, mostraron que la cera bajo las placas «extrañas» era de alrededor del año 500, mientras que las que quedaban bajo las «normales» eran del año 800 aproximadamente. Esto es coherente con la tradición de una corona más antigua, más decorada durante el reinado de Teodorico (con el añadido de esmaltes), y luego ampliamente restaurada durante el reinado de Carlomagno.
El «clavo de hierro» resultó ser en un 99% de plata, lo que significa que la corona no contiene hierro. Una nota del Ceremonial romano de 1159 indica que la Corona de hierro es llamada así por «quod laminam quondam habet in summitate», afirmando que el hierro estuvo en el pasado sobre la corona, quizá como un arco, como en otras coronas de la época, y no dentro de ella. Se ha especulado que el círculo de plata fue añadido por el orfebre Antellotto Bracciforte, quien restauró la corona en 1345 para reforzarla, porque al parecer el robo de dos placas había debilitado las bisagras. (Actualmente, en una de las uniones de la corona, dos de las placas no están unidas por bisagra, que está demasiado dañada, sino que están sostenidas solo por el círculo de plata.) En 1352, por vez primera, un documento (el inventario del tesoro de la catedral de Monza) describe la corona como pequeña.
Las gemas en la corona son siete granates rojos, siete corindones azules (zafiros), cuatro amatistas violetas y cuatro gemas hechas de vidrio.